# Pinnotheres corbiculae
Pinnotheres corbiculae is een krabbensoort uit de familie van de Pinnotheridae. De wetenschappelijke naam van de soort is voor het eerst geldig gepubliceerd in 1939 door Sakai.